# Коберн-Гондорф
Коберн-Гондорф (њем. Kobern-Gondorf) општина је у њемачкој савезној држави Рајна-Палатинат. Једно је од 86 општинских средишта округа Мајен-Кобленц. Према процјени из 2010. у општини је живјело 3.246 становника. Посједује регионалну шифру (AGS) 7137212.

## Географски и демографски подаци
Коберн-Гондорф се налази у савезној држави Рајна-Палатинат у округу Мајен-Кобленц. Општина се налази на надморској висини од 70–300 метара. Површина општине износи 28,4 km². У самом мјесту је, према процјени из 2010. године, живјело 3.246 становника. Просјечна густина становништва износи 114 становника/km².

## Међународна сарадња
| Мјесто   | Држава    | Врста сарадње | Од    |
| -------- | --------- | ------------- | ----- |
| Корбињи  | Француска | партнерство   | 1979. |
| Арендонк | Белгија   | партнерство   | 1993. |
| Извор    |           |               |       |